# دیتون، کنت
دیتون (به انگلیسی: Ditton) یک روستا و محله مدنی در بریتانیا است که در تانبریج اند مالینگ واقع شده‌است. دیتون ۴٬۷۸۶ نفر جمعیت دارد.